# Fajãzinha (Agualva)

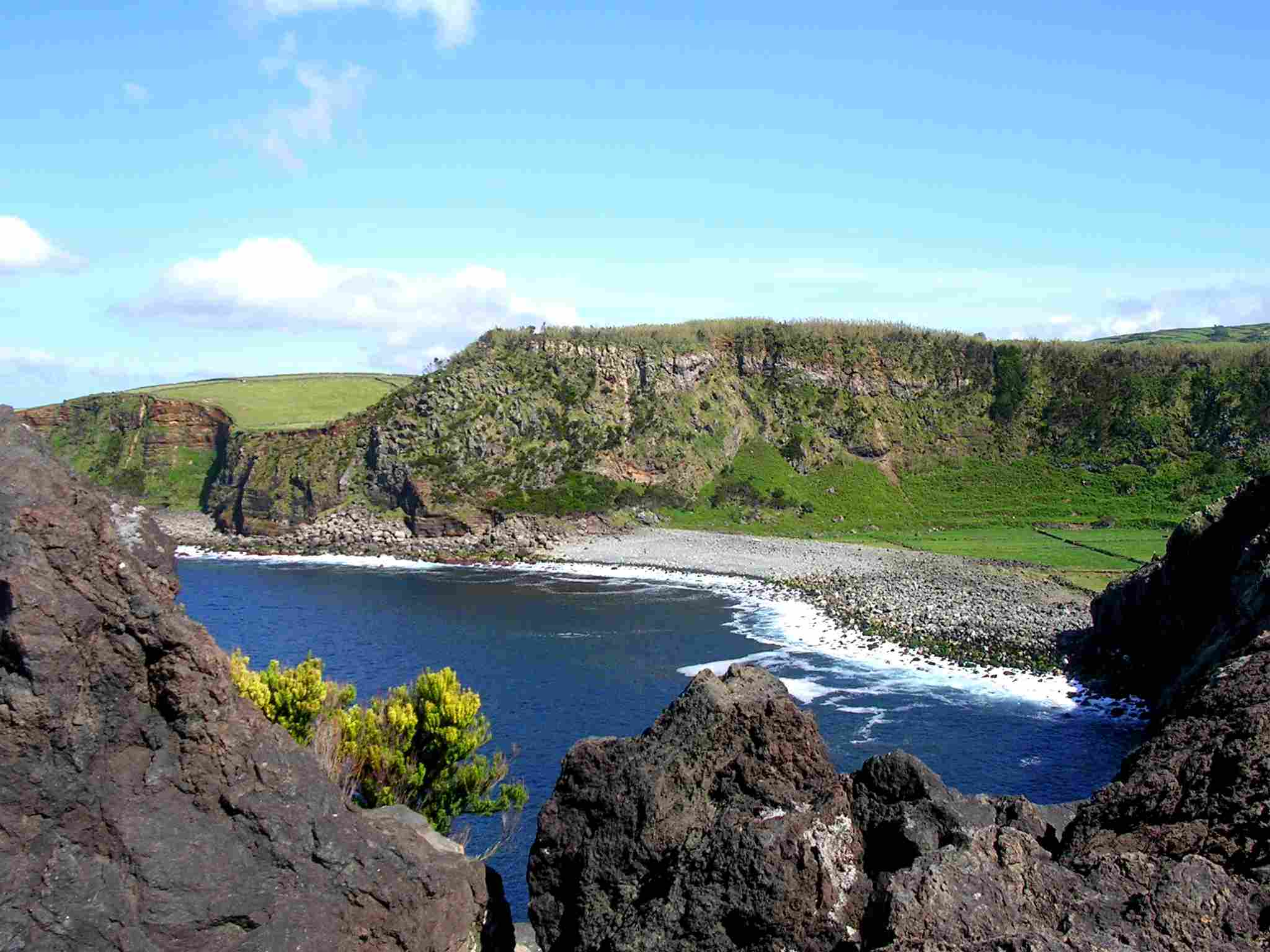
Reserva Natural da Alagoa da Fajãzinha, Erica azorica, ilha Terceira, Açores, Portugal.

A Alagoa  é de uma fajã localizada na freguesia da Agualva, concelho da Praia da Vitória, ilha Terceira, Açores. Esta fajã alberga a Reserva Natural da Alagoa .